# Île de Gatope
L’île de Gatope est un îlot de Nouvelle-Calédonie appartenant administrativement à Voh.
La zone est reconnue par les Français en 1865.